# Dynamenella liochroea
Dynamenella liochroea är en kräftdjursart som beskrevs av Harrison och David Malcolm Holdich 1982. Dynamenella liochroea ingår i släktet Dynamenella och familjen klotkräftor. Inga underarter finns listade i Catalogue of Life.